# Український військовий контингент в Афганістані
Український військовий контингент в Афганістані — підрозділ збройних сил України, який ніс службу на території Афганістану у складі військ НАТО та їх союзників.

## 2007—2014
26 січня 2007 року президент України Віктор Ющенко підписав указ «Про направлення миротворчого персоналу України для участі в операції Міжнародних сил сприяння безпеці в Ісламській Республіці Афганістан», яким дозволив участь в операції в Афганістані контингенту з 10 військовослужбовців. 15 лютого 2007 року міністр оборони А. С. Гриценко повідомив, що до Афганістану будуть направлені військові медики.
Військовослужбовці українського контингенту в Афганістані проходили службу у складі литовського контингенту в Афганістані.
Станом на 15 липня 2007 року, в Афганістані знаходився один військовий лікар.
На початку 2008 року начальник оборонного коледжу НАТО генерал-лейтенант Марк Ванкейрсбілк запропонував Україні «розширити участь в операції в Афганістані». Після цього, у лютому 2008 року міністр оборони України Ю. І. Єхануров повідомив, що в Афганістані перебувають три офіцери української армії і участь України в операції НАТО в Афганістані планується розширити.
Надалі президент України Віктор Ющенко уповноважив голову української місії при НАТО І. М. Сагача підписати угоду з НАТО щодо участі країни в місії ISAF.
10 квітня 2008 року Ю. І. Єхануров повідомив, що чисельність українського військового персоналу в Афганістані буде збільшена з трьох до восьми військовослужбовців, але «п'ять військовослужбовців різних спеціальностей» поїдуть до Афганістану після проходження підготовки у Швеції.
21 травня 2008 року Кабінет міністрів України ухвалив постанову № 733-р про надання Афганістану гуманітарної допомоги на суму 6,56 млн гривень із коштів резервного фонду державного бюджету. 29 травня 2008 року з Києва до Кабулу на літаку Ил-76 було доставлено гуманітарну допомогу (медичне обладнання, продукти харчування, пожежні спецкостюми, спорядження для рятувальників та ін.) на загальну суму 1 млн гривень.
У листопаді 2009 року чисельність контингенту України становила 10 військовослужбовців.
20 листопада 2009 року Рада національної безпеки та оборони України ухвалила рішення про збільшення максимальної чисельності українського контингенту в Афганістані з 10 до 30 військовослужбовців.
20 жовтня 2010 року міністр оборони України М. Б. Єжель повідомив, що кількість українських військовослужбовців в Афганістані буде збільшена з 13 до 21 особи.
У лютому 2011 року генеральний секретар НАТО Андерс Фог Расмуссен запропонував Україні направити до Афганістану військових радників та інструкторів для підготовки та навчання афганських військовослужбовців та поліцейських.
5 квітня 2011 року міністерство оборони України повідомило, що з початку діяльності українських саперів в Афганістані в травні 2010 року до 5 квітня 2011 року ними було знищено 11'125 вибухонебезпечних предметів, серед яких було 11 саморобних вибухових пристроїв. Крім розмінування місцевості, українські сапери виконували роботи з утримання та ремонту інженерних загороджень.
З початку 2012 року у складі українського контингенту в Афганістані діяли дві групи саперів (група розмінування та група знищення вибухонебезпечних предметів), військові медики та група з чотирьох штабних офіцерів. У розпорядження українських саперів США передали кілько роботів-саперів північноамериканського виробництва.
4 травня 2012 року, після акліматизації службового собаки-міношукача в кліматичних умовах Афганістану та закінчення його навчання на пошук вибухонебезпечних предметів, у складі саперного підрозділу розпочала роботу кінологічна група (один інструктор-кінолог та один пес-міношукач).
Українські військовослужбовці брали участь у технічному обслуговуванні гелікоптерів Мі-17 афганської армії та навчали їх екіпажів та авіатехніків афганських ВПС.
10 жовтня 2012 року на нараді в Брюсселі міністр оборони України Д. А. Саламатін повідомив керівництву країн НАТО, що Україна має намір продовжити участь в операції в Афганістані й після 2014 року.
Станом на 1 серпня 2013 року чисельність контингенту становила 26 військовослужбовців.
Наприкінці серпня 2013 року контингент налічував 15 військовослужбовців, після підписання технічної угоди між Україною та Італією про спільне виконання завдань в Афганістані його було переведено з міста Чагчаран (провінція Гор) до міста Герат (адміністративний центр провінції Герат).
Надалі, чисельність контингенту було збільшено до 30 військовослужбовців (серед яких були офіцери-зв'язківці, фахівці з розмінування та військові медики). 25 лютого 2014 року український військово-медичний персонал (три лікарі, які працювали у складі польського контингенту ISAF у провінції Газні) був виведений з Афганістану.
17 вересня 2014 року міністерство оборони України повідомило, що український контингент продовжує нести службу в місті Герат на військовій базі «Арена», яка підпорядкована Регіональному командуванню «Захід» (ISAF Regional Command West).
До кінця 2014 року чисельність українського контингенту в Афганістані була зменшена з 30 до 10 військовослужбовців.
29 грудня 2014 року представник України при НАТО Єгор Божок повідомив, що Україна продовжить участь в операції в Афганістані після 2014 року — і направить радників та інструкторів для участі в операції НАТО «Рішуча підтримка».

## 2015—2021
30 березня 2015 року президент України П. О. Порошенко підписав указ № 185 про участь України в операції НАТО «Рішуча підтримка», затвердивши чисельність українського контингенту в Афганістані у розмірі 30 військовослужбовців.
За даними Національної академії сухопутних військ України, у період з початку діяльності в Афганістані до літа 2016 року військовослужбовці українського контингенту виявили та знищили понад 15 тисяч вибухонебезпечних предметів (зокрема, саморобних вибухових пристроїв та боєприпасів, що не розірвалися).
У першому півріччі 2016 року українські сапери займалися розмінуванням місцевості в провінції Герат (переважно на автошляхах в районі військової бази НАТО Camp Arena).
9 листопада 2017 року голова місії України при НАТО В. В. Пристайко повідомив про намір України збільшити чисельність контингенту в Афганістані.
Станом на 8 червня 2018 року чисельність українського контингенту в Афганістані становила 11 військовослужбовців. Усього протягом 2018 року в операції в Афганістані взяли участь 16 військовослужбовців.
У червні 2019 — червні 2021 рр. чисельність військового контингенту України становила 21 військовослужбовець.
14 квітня 2021 року президент США Джо Байден оголосив про плани початку виведення американських військ з Афганістану у травні 2021 року із завершенням цього процесу до 11 вересня 2021 року. Надалі обстановка країни ускладнилася, під контролем руху «Талібан» виявилися нові райони. 1—5 червня 2021 року український контингент (21 військовослужбовець) був евакуйований з Афганістану на транспортному літаку Іл-76МД військово-повітряних сил України.
15—16 серпня 2021 року таліби оточили та зайняли Кабул. Урядом України було відправлено літак Іл-76 до міжнародного аеропорту Кабула, на борту якого було вивезено 79 осіб (вісім громадян України, а також громадян Хорватії, Нідерландів, Білорусії та Афганістану). Крім того, громадяни України залишали Афганістан літаками іноземних авіакомпаній. У результаті, станом на 16 серпня 2021 року в ході евакуації з міжнародного аеропорту Кабула літаками було вивезено понад 30 громадян України, що перебували в країні.
22 серпня 2021 року в Афганістан був відправлений другий Іл-76, який після вильоту з Кабула з пасажирами на борту здійснив посадку в аеропорту іранського міста Мешхед, але після дозаправки там повернувся до Києва. 23 серпня 2021 року було здійснено третій авіарейс, на якому було вивезено 98 осіб. Загалом на перших трьох рейсах українських літаків з Афганістану було евакуйовано 256 осіб.
28 серпня 2021 року в аеропорту «Бориспіль» приземлився четвертий літак, після зустрічі якого голова офісу президента України А. Б. Єрмак повідомив, що Україна завершує евакуацію громадян з Афганістану.

## Подальші події
20 серпня 2021 року співробітник держдепартаменту США Нед Прайс заявив на прес-конференції, що Україна входить до країн, які погодилися прийняти на своїй території біженців з Афганістану. 25 серпня 2021 року евакуйовані на українських літаках 65 громадян Афганістану звернулися до державної міграційної служби України з проханням про надання їм статусу біженців та права на проживання на території України, надалі вони були відправлені для тимчасового розміщення в Одесі. До 30 серпня 2021 кількість біженців з Афганістану в Одесі перевищила 100 осіб.
30 вересня 2021 року міністр закордонних справ України Д. І. Кулеба повідомив про намір уряду України відправити до Афганістану ще один літак для евакуації охочих виїхати з країни.